# Valesul
A Valesul era uma empresa brasileira pertencente a Companhia Vale do Rio Doce (CVRD) e produzia e comercializava alumínio primário e ligas para a indústria de transformação.

## Histórico
Paralelamente ao projeto de viabilizar a implantação de grandes fábricas de alumínio na Amazônia, o governo brasileiro pressionou a Vale do Rio Doce a também implantar um projeto na região Sudeste, buscando reduzir o déficit de importação.
Foi instalada a Valesul no bairro carioca de Santa Cruz, zona oeste da cidade do Rio de Janeiro, no ano de 1982, tendo sido a quarta fábrica no país a produzir alumínio primário. A empresa foi criada a partir de uma associação feita entre a CVRD (55%) e a Billiton Metais/Shell (45%), representando um marco na produção brasileira, que pela primeira vez chegava à autossuficiência em alumínio.
Em 2005, a CVRD exercendo seu direito de acionista, adquiriu a parte da Shell, que saiu do projeto. No ano seguinte, em 2006, é a vez da BHP Billiton à vender sua participação na Valesul, tornando a CVRD como o único controlador.
A empresa produzia em torno de 100 mil toneladas de alumínio ao ano empregando direta e indiretamente  cerca de 1.200 pessoas e ocupando uma área de 800.000 m². Está localizada próxima aos portos de Sepetiba e do Rio de Janeiro e do maior complexo rodoferroviário do país. 
A empresa possui 90% de sua área  composta por densa floresta plantada com espécies da Mata Atlântica, além de ter conquistado certificações ambientais e de qualidade total. Possui também um terminal próprio no porto de Sepetiba.
Em 2010, a Vale vendeu os ativos da Valesul para a Alumínio Nordeste, empresa do grupo Metalis.
Outras iniciativas da Vale na cadeia do alumínio foram a Mineração Rio do Norte - MRN (mineração de bauxita), Albrás (alumínio primário) e Alunorte (alumina), mas também foram feitos desinvestimentos e a Vale saiu do setor.